# Victor Bulwer-Lytton, 2. hrabě z Lyttonu
Victor Bulwer-Lytton, 2. hrabě z Lyttonu (Victor Alexander George Bulwer-Lytton, 2nd Earl of Lytton, 2nd Viscount Knebworth, 3rd Baron Lytton) (9. srpna 1876, Šimla, Indie – 25. října 1947, Exeter, Anglie) byl britský státník a diplomat. Pocházel ze šlechtické rodiny a od mládí byl členem Sněmovny lordů, jako stoupenec konzervativců zastával nižší funkce v britské vládě, poté působil v koloniích a krátce byl úřadujícím místokrálem v Indii. Uplatnil se jako diplomat ve Společnosti národů a byl rytířem Podvazkového řádu.

## Životopis
Pocházel ze šlechtické rodiny, která od roku 1843 užívala alianční jméno Bulwer-Lytton. Jako syn indického místokrále 1. hraběte z Lyttonu se narodil v Indii, kde strávil dětství. Studoval v Cambridge, po otci zdědil v roce 1891 šlechtické tituly a vstoupil do Sněmovny lordů. Politicky patřil ke konzervativcům, v koaliční vládě Davida Lloyd George byl civilním lordem admirality (1916 a 1919–1920), mezitím zastával post tajemníka admirality (1916–1919). V roce 1919 byl jmenován členem Tajné rady a v letech 1920–1922 byl státním podsekretářem pro Indii.
V letech 1922–1927 byl guvernérem v Bengálsku a v letech 1925–1926 krátce úřadujícím indickým místokrálem. V letech 1927–1928 byl mluvčím indického zastoupení ve Společnosti národů. Společností národů byl v roce 1932 pověřen zvláštní diplomatickou misí na Dálný východ v zájmu urovnání japonsko-čínského konfliktu (tzv. Lyttonova komise) v Mandžusku. Závěrečná zpráva Lyttonovy komise vedla k odchodu Japonska ze Společnosti národů.
Mimo jiné byl smírčím soudcem a zástupcem lorda–místodržitele v hrabství Hertford, kde vlastnil statky, získal čestný doktorát na univerzitě v Manchesteru a byl rytířem Řádu Indické říše. Po návratu z Asie v roce 1933 obdržel Podvazkový řád.

## Rodina a potomstvo

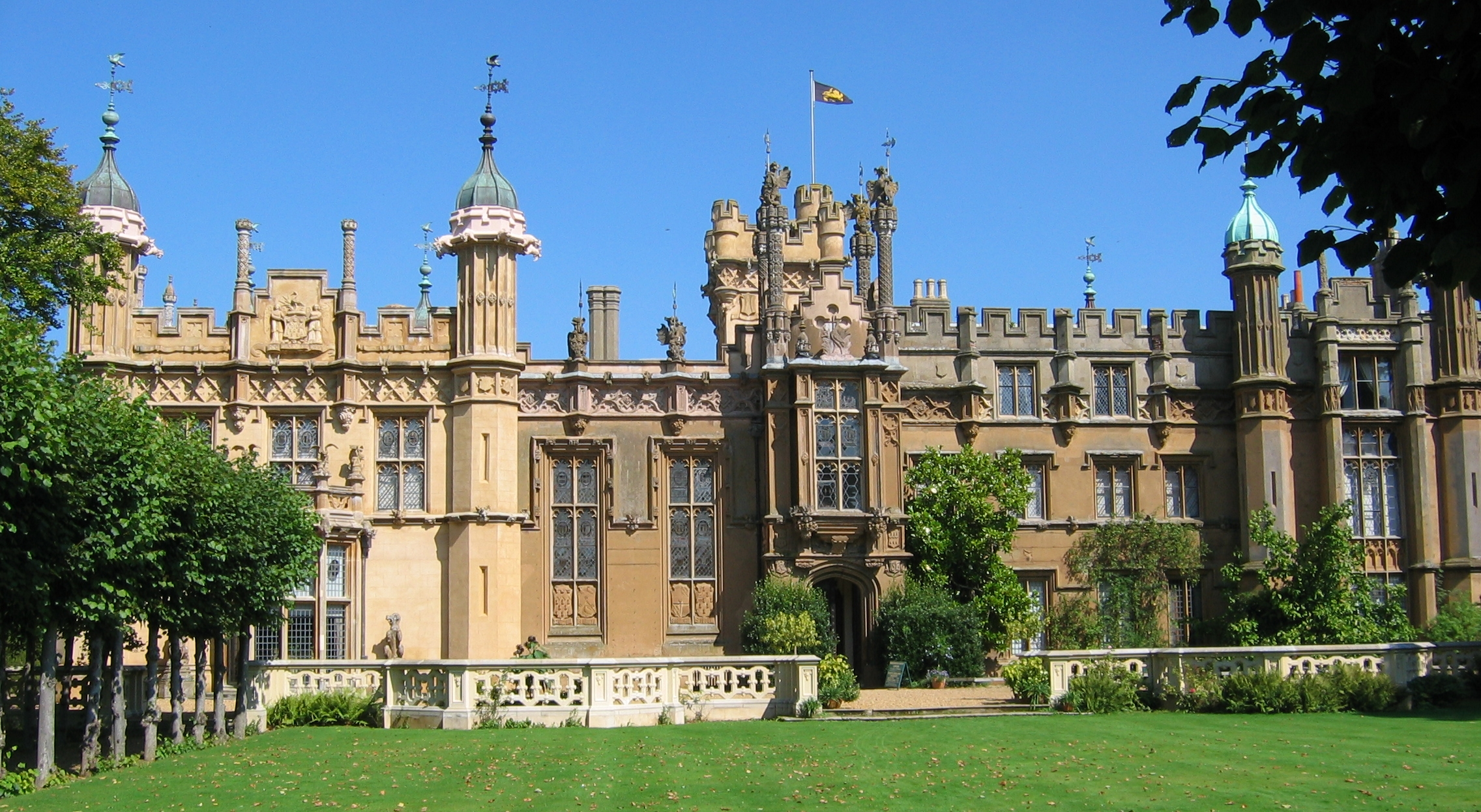
Zámek Knebworth House v hrabství Hertfordshire, hlavní rodové sídlo

V roce 1902 se oženil s Pamelou Chichele-Plowden (1874–1971), z jejich manželství se narodily čtyři děti. Starší syn Edward Bulwer-Lytton, vikomt Knebworth (1903–1933), byl členem Dolní sněmovny za Konzervativní stranu a zahynul při leteckém neštěstí. Mladší syn Alexander Bulwer-Lytton (1910–1942) sloužil v armádě a padl v bitvě u El Alameinu. Oba synové zemřeli ještě před otcem a bez potomstva, rodové tituly poté přešly na Victorova mladšího bratra Nevilla (1879–1951). Hlavní rodové sídlo Knebworth House (Hertfordshire) zdědila Victorova dcera Hermione (1905–2004) a jejím sňatkem přešlo na rod Cobbold.